# Classe Ave
A classe Ave foi um modelo de torpedeiros, que serviram a Marinha Portuguesa entre 1920 e 1940.
Os navios pertenciam à classe Torpedoboot 82F (Tb82F) de 16 torpedeiros, construídos em Fiume, entre 1914 e 1916, para a Marinha de Guerra Imperial e Real Austro-Húngara (K.u.K. Kriegsmarine).
Depois do final da Primeira Guerra Mundial os navios da classe foram cedidos a vários países do grupo dos vencedores da guerra. Foram transferidos torpedeiros da classe Tb82F para as marinhas da Roménia, de Portugal, da Iugoslávia e da Grécia. Durante a Segunda Guerra Mundial os torpedeiros iugoslavos passaram para a Itália.
Seis dos torpedeiros da classe Tb82F passaram para a Marinha Portuguesa em 1920. Ao serem rebocados para Portugal, no dia 29 de novembro de 1921, dois deles afundaram-se.
Os restantes navios substituiram, na Marinha Portuguesa, os antigos torpedeiros 1, 2, 3 e 4, em serviço deste 1882.

## Unidades
| Indicativo visual | Nome        | Serviço     | Observações                                          |
| ----------------- | ----------- | ----------- | ---------------------------------------------------- |
| A                 | NRP Ave     | 1914 - 1940 | Ex-86F                                               |
| Z                 | NRP Zêzere  | 1914 - 1921 | Ex-85F. Afundou-se quando era rebocado para Portugal |
| C                 | NRP Cávado  | 1915 - 1921 | Ex-88F. Afundou-se quando era rebocado para Portugal |
| S                 | NRP Sado    | 1915 - 1940 | Ex-89F                                               |
| L                 | NRP Liz     | 1915 - 1934 | Ex-90F                                               |
| M                 | NRP Mondego | 1915 - 1938 | Ex-91F                                               |